# Rodolfo Rodríguez "El Pana"
Rodolfo Rodríguez «El Pana» (Apizaco, Tlaxcala, México, 2 de febrero de 1952 - Guadalajara, Jalisco, 2 de junio de 2016) fue un torero mexicano. Falleció a los 64 años por la embestida del toro Pan Francés durante una corrida de toros en Ciudad Lerdo, Durango.

## Biografía
A los tres años quedó huérfano de padre, policía judicial que fue asesinado. Su mamá se casó de nuevo y tuvo siete hijos. Rodolfo trabajó duramente y con esfuerzo para apoyar a su familia, con oficios como el de sepulturero y vendedor de gelatinas, pero su oficio de panadero fue el que dio origen a su famoso apodo de "El Pana", con el cual sería conocido en la fiesta brava. Fue autodidacta, porque apenas estudió la primaria y quizá un poco de secundaria. Con estas características, "El Pana" hablaba el inglés, portugués y francés. 
En octubre de 1977 saltó del tendido al ruedo de la Plaza México como espontáneo. Realizó pases de rodillas al gran toro Pelotero de la ganadería San Martín, que fue indultado. Se arrojó al ruedo como espontáneo en otras ocasiones. El 6 de agosto de 1978 debutó como novillero en Plaza México con toros de Reyezuelo de Santa María de Guadalupe. Rodolfo levantó mucha expectación por los triunfos logrados durante esta etapa.
Tomó la alternativa el 18 de marzo de 1979 en la Plaza de toros México, con Mariano Ramos de padrino y Curro Leal de testigo, donde hubo un lleno, gracias a las buenas actuaciones como novillero. Se trataba de un personaje con gran personalidad que usualmente toreaba con un puro en la boca, carismático y con el don de la oratoria gracias al cual supo ganarse al público, que le veía como un héroe que perseguía su sueño. Entre sus extravagancias se encontraba el traslado a la plaza en calesa entre el humo de puros enormes, ternos decolorados y mordiendo bolillos. Sin embargo, esta circunstancia le granjeó la enemistad de muchos empresarios taurinos. 
A El Pana se debe el Par de Calafia con las banderillas, derivado de las banderillas al violín, ejecutado por primera vez en la Plaza de Toros Calafia en Mexicaliel 23 de marzo de 1980.
El 1 de mayo de 2016 fue embestido y lanzado por los aires por el toro Pan Francés en una corrida en Ciudad Lerdo, Durango sufriendo una lesión medular cervical severa. Fue trasladado al Hospital Civil de Guadalajara, Jalisco, y falleció el 2 de junio de 2016. Sus cenizas fueron esparcidas en varias ganaderías, entre ellas la de Zacatepec.

## Homenajes
En 2010, el cabildo del Ayuntamiento de la Ciudad de Apizaco, determinó que la Plaza Monumental de Toros de esta ciudad llevara su nombre.